# Figuren aus Das Haus Anubis
Dies ist eine Liste der Figuren aus Das Haus Anubis, einer deutschen Fernsehserie, die von 2009 bis 2012 mit großem Erfolg auf dem deutschen Fernsehsender Nickelodeon ausgestrahlt wurde und auf der belgischen Grundversion basiert.

## Bewohner des Hauses Anubis

### Nina Martens
(Kristina Dumitru) (2009 bis 2012/Episoden 1 bis 364) 

Nina ist zu Beginn der Serie die neue Bewohnerin des Internats „Das Haus Anubis“. Von den meisten Internatsbewohnern wird das Mädchen dabei jedoch nicht mit offenen Armen empfangen. Vor allem Luzy macht Nina das Leben schwer, da sie sie für das plötzliche Verschwinden ihren besten Freunden Linn Bredemeier verantwortlich macht, deren Platz Nina seither einnimmt. Luzy fordert Nina daher auf, eine Mutprobe zu machen, bei der sie auf den gruseligen Dachboden des Internats muss, obwohl es strengstens verboten ist, diesen zu betreten. Zufällig stößt Nina dort auf ein altes Geheimnis, welches viele Jahre lang unberührt war. Nachdem sie die Mutprobe bestanden hat, wird sie von den anderen akzeptiert. Lediglich Luzy traut Nina weiterhin nicht, was sich aber später mit ihrer Aufnahme in den Club der Alten Weide ändert.
Ninas Eltern sind gestorben, als sie noch klein war. Fortan lebte Nina bei ihrer Großmutter Edith Martens (Gerda Böken). Doch als diese ins Altersheim am Holunderweg zieht, wird Nina eine Bewohnerin im Haus Anubis. Häufig besucht sie ihre Oma aber, sodass die beiden sich oft sehen.
Nina verliebt sich im Laufe der Serie in Daniel, mit dem sie später eine Beziehung beginnt, nachdem sie ihn auf dem Schulball geküsst hat. Nina ist die Vorsitzende des Clubs der Alten Weide, den sie gemeinsam mit ihrer besten Freundin Delia gegründet hat. Mit der Zeit nimmt die Anzahl der Mitglieder dieses Geheimclubs immer mehr zu. Nina war die Erste, die mit dem Geheimnis des Hauses Anubis in Berührung kam, als sie der alten verwirrten Frau Sarah Winnsbrügge-Westerling zufällig im Seniorenheim ihrer Großmutter (Seniorenheim am Holunderweg) begegnet ist. Sarah erzählt ihr, dass im Haus Anubis, in dem sie selbst als Kind gewohnt hat, ein Schatz versteckt und Nina dazu auserwählt sei, diesen zu finden und vor seinen Feinden (Victor Emanuel Rodemer, Zeno Trabas, Magnus von Hagen) zu bewahren. Darüber hinaus bekommt Nina von ihr ein Medaillon in Form eines Horusauges geschenkt, welches als Grundlage für weitere Rätsel dient. Gerne verarbeitet Nina vor dem Schlafengehen ihre Erlebnisse und Gedanken in Tagebucheinträgen.
Nina ist die Hauptfigur der Serie.

### Delia Seefeld
(Franziska Alber) (2009 bis 2012/Episoden 1 bis 364) 

Delia ist eine der beliebtesten Bewohnerinnen im Haus Anubis. Ihr reicher Vater schenkt ihr alles, was sie will und schlägt ihr fast keinen Wunsch aus, den man mit Geld erfüllen kann. Laut ihren Erzählungen, ist ihr Vater geschieden, und hatte anschließend Beziehungen mit anderen Frauen. Delia ist naiv und tut oft Dinge, meist ohne vorher darüber nachzudenken, was sie meist in schwierige Situationen bringt. Außerdem ist sie sehr eitel und hasst jeden Fleck auf ihrer Kleidung. Ihre Lieblingsfarbe ist rosa. Ihr Lieblingslehrer ist ihr Geschichts- und Theaterlehrer Herr Luca Petkovic, in den sie sogar verliebt ist, was jedoch – bedauerlicherweise – nicht auf Gegenseitigkeit beruht, wie sie schmerzhaft feststellen muss.
Nina und Delia sind beste Freundinnen. So wird Delia als Dritte in das dunkle Geheimnis um das Haus Anubis eingeweiht. Von ihr kam die Idee für den Geheimspruch Sibuna des Clubs. Hierzu halten die Clubmitglieder ihre linke Hand flach vor das linke Auge. Anfangs schläft Delia mit Nina in einem Zimmer. Nachdem Victors Vater die Mädchenzimmer verwüstet hat und es zu einer neuen Zimmerordnung gekommen ist, zieht Delia auf den Dachboden.
Darüber hinaus ist sie die erste, die Felix glaubt, dass er sich in Folge 290 in Ferdi verwandelt hat.
Mit ihm bildet sie am Ende auch ein Liebespaar.

### Daniel Gutenberg
(Daniel Wilken) (2009 bis 2012/Episoden 1 bis 364) 

Daniel ist sehr klug für sein Alter. Stundenlang kann er sich mit kniffligen Rätseln und ägyptischen Hieroglyphen beschäftigen.
Außerdem ist er treu und gerecht.
Nina Martens ist seine erste große Liebe. Seit dem Kuss auf dem Schulball sind die beiden zusammen, obwohl es zunächst für beide alles andere als leicht ist. Für kurze Zeit sind sich beide sogar einig, sie wären nur gute Freunde.
Da Daniel der einzige ist, dem Nina anfangs vertrauen kann und ohne den sie die komplexen Rätsel niemals lösen könnte, wird er zum zweiten Mitglied des Clubs der Alten Weide. Für diesen löst er die vielen Rätsel und Aufgaben. Doch als er entführt wird, scheint alles verloren, bis er von Delia, Felix und Magnus wiedergefunden wird. Sein Onkel Peer besitzt einen Antiquitätenladen, in dem er ihn ab und zu besuchen kommt.
Zusammen mit Kaya schläft er in einem Zimmer.

### Kaya Sahin
(Karim Günes) (2009 bis 2012/Episoden 1 bis 364) 

Kaya ist ein muskulöser Sportler. Seine Lieblingssportarten sind Surfen, Skateboarden und Snowboarden. Er teilt sich mit Daniel ein Zimmer und ist sehr beliebt bei den Mädchen. So war er lange Zeit mit Delia zusammen. Doch dann verliebt er sich in Mara und später dann in Charlotte, mit der er auch nach Amerika fährt. Kaya hat eine blinde Schwester, die Aylin heißt. Diese hält er allerdings geheim. In seiner Kindheit hat er sich gewünscht, Arzt zu werden und dadurch seine Schwester zu heilen, doch seine schulischen Leistungen verhindern dies.
Kaya ist mit Charlotte einer der beiden Bewohner vom Haus Anubis, welcher nicht in das Geheimnis des Hauses vor dem Serienfinale eingeweiht wird.
Sein Vater ist ein erfolgreicher Unternehmer und leitet die Firma Carbeco Schiffsbau. Von seinem Sohn erwartet er Top-Noten und dass er einmal in seine Fußstapfen tritt.

### Mara Minkmar
(Féréba Koné) (2009 bis 2012/Episoden 1 bis 364) 

Mara ist ein ruhiges, aber sehr schlaues Mädchen. Sie ist schon lange in Kaya verliebt gewesen. Dieser erwidert aber erst sehr spät – nach Delia – ihre Liebe. Später verliebt sich Kaya jedoch in Charlotte und Mara in Magnus, da sie erkennt, dass dieser auch eine verletzlich Seite hat. In der zweiten Staffel will sie aus dem Haus Anubis ausziehen und mit ihrer Schwester in die Schweiz gehen. Doch sie bleibt bei Magnus. 

Mara ist eine ägyptische Prinzessin und heißt eigentlich Fazia. Sie ist eine direkte Nachkommin von Amneris und ist damit die Auserwählte in der zweiten Staffel, mit der das Gralsritual durchgeführt werden muss, um Tutanchamun und Amneris wieder zusammenzubringen. 

In Staffel eins schläft sie mit ihrer besten Freundin Luzy in einem Zimmer, doch als Charlotte kommt, zieht sie freiwillig auf den Dachboden, da sie nicht an Geister glaubt und so Ruhe zum Lernen hat. Amneris erscheint ihr jedoch immer wieder im Spiegel. In Staffel drei geht sie dann wieder in ihr altes Zimmer, zusammen mit Charlotte.
Gerne liest sie in ihrem Zimmer oder im Wohnzimmer Bücher.
Maras Vater, Patrick Minkmar, ist Profisportler und lief bei den Olympischen Spielen von 1988 über die 800-Meter-Distanz Weltrekord. Deshalb kennt Mara sich sehr gut mit Sport aus. Leider hat ihr Vater nicht oft Zeit für Mara, was sie sehr traurig macht.

### Luzy Rosaline Schoppa
(Alicia Endemann) (2009 bis 2012/Episoden 1 bis 364) 

Luzy ist eine Wichtigtuerin mit großem Mund. Sie kann aber auch nett sein, wenn man mit ihr befreundet ist. Luzy macht sich große Sorgen um ihre beste Freundin Linn, als diese am Anfang der Serie plötzlich verschwindet, so dass sie Nina dafür verantwortlich macht. Doch als Luzy in den Club der Alten Weide aufgenommen wird, entschuldigt sie sich bei Nina für alles und glaubt ihr auch, nichts mit Linn Bredemeiers Verschwinden zu tun zu haben.

Luzy schläft vorerst mit Mara in einem Zimmer. Doch als Charlotte kommt, zieht Mara auf den Dachboden. Später zieht Luzy dann zu Nina. Zusammen mit ihrem Freund Max Altrichter, dem Sohn des Direktors, Charlotte und Kaya fährt sie nach Amerika. Luzys zweiter Name Rosaline war der Vorname ihrer Oma.

### Magnus von Hagen
(Marc Dumitru) (2009 bis 2012/Episoden 1 bis 364) 

Magnus ist eine fiese, manipulative Person. Er hetzt gerne mal Personen aufeinander auf, entweder um einen Vorteil daraus zu ziehen, oder aus Spaß. Sein Zimmernachbar Felix ist sein bester, einziger guter Freund. Bei der Abschiedsfeier für Herrn Petkovic küsst er Mara, in die er verliebt ist, und die beiden werden später ein Paar.
Um ans schnelle Geld zu kommen, lässt er sich auf Zeno Trabas ein, der ihm mit der Mumifizierung droht, da Magnus den Gral für ihn nicht auftreiben konnte. Darum leidet Magnus einige Zeit unter Albträumen und großer Angst. Als Zeno jedoch ins Koma fällt, erpresst ihn Raven, der ihm verspricht, seinen Vater aus dem Gefängnis zu holen, wenn er ihm hilft, mit der Auserwählten das Gralsritual durchzuführen, um steinreich zu werden.
Außerdem verkauft Magnus Spickzettel für Klassenarbeiten, um so sein Taschengeld aufzubessern.
Er würde seine eigene Seele zu Geld machen, wenn er könnte, wie Daniel einmal über ihn sagt.
Zusammen mit Felix veranstaltet er in der ersten Staffel ein illegales Musical-Casting, von dem Direktor Hubert Altrichter nichts wissen darf, und verlangen Geld dafür.
In Staffel 3 wird Magnus Mitglied des Clubs der Alten Weide und hat sich – vor allem durch den Einfluss von Mara – zum Positiven verändert.

### Felix Gaber #1
(Florian Prokop) (2009 bis 2011/Episoden 1 bis 290) 

Felix ist ein richtiger Horrorfilmexperte und ein totaler Scherzbold. Zusammen mit seinem besten Freund und Zimmernachbar Magnus heckt er einen Witz nach dem anderen aus. Er liebt Erdnussbutter über alles.

In Folge 86 wird er das fünfte Mitglied im Club der Alten Weide. Dies nimmt er sehr ernst und versucht immer zu helfen, wo er nur kann. Im ersten Teil der dritten Staffel will er Delia, in die er verliebt ist, seinen Mut beweisen und geht alleine in die geheime Kammer. Doch als er die Prüfung lösen will, verwandelt er sich und bekommt einen neuen Körper.
Felix Vater ist ganz schön streng und hat Felix ein Ultimatum gestellt: Wenn er wegen seiner Streiche von der Schule fliegt, steckt er ihn in ein Internat in der Schweiz, in dem es sehr strenge Regeln gibt.

### Felix Gaber #2
(Mitja Lafere) (2011 bis 2012/Episoden 290 bis 364) 

Am Morgen nach der Verwandlung liegt Felix in seinem Bett, aber keiner glaubt ihm, dass er Felix sei. Felix versteht nicht, wie es zur Verwandlung gekommen ist. Erst als er sich an Nancy Ninja erinnert, glaubt ihm Delia, und als sein Onkel aus der Schweiz kommt, glauben es auch die anderen – und auch Rosie.

### Charlotte Bachmann
(Alexa Benkert) (2010 bis 2012/Episoden 124 bis 364) 

Charlotte ist ein sehr kluges und ordentliches Mädchen.

Sie ist Luzys Seelenverwandte und beste Freundin. Als sie ins Haus Anubis einzieht, zieht Mara für sie auf den Dachboden, da Mara im Gegensatz zu ihr mit dem Zimmer auf dem Dachboden klar kommt. Später zieht Luzy zu Nina und Mara kann zurückkommen. 

In Staffel drei beginnen sie und Kaya einen Wettmarathon, wobei sie sich näher kommen. Am Ende werden die beiden dann sogar noch ein Paar. Charlotte, auch Lotte genannt, ist die Tochter des Professor Bachmann, den Victor kennt und von dessen Buch er sehr beeindruckt ist. Nur dadurch ließ Victor sie einziehen und richtete ihr ein Zimmer auf dem Dachboden ein, welches dann aber Mara bezieht. Sie und Kaya sind die einzigen Bewohner des Hauses, welche nicht in das Geheimnis eingeweiht werden, und sie bekommen auch sonst von den Geschehnissen darum nur wenig mit.

### Victor Emanuel Rodemer
(Kai Helm) (2009 bis 2012/Episoden 1 bis 364) 

Victor ist der unheimliche Verwalter des Internat Anubis, der es vorzieht sich stundenlang im Keller einzusperren oder in seinem Büro mit Corvus, seinem ausgestopften großen schwarzen Raben, zu sprechen. Alle im Internat müssen sich an die strengen Regeln des mysteriösen Hausmeisters halten, dessen Großvater einst das Haus verwaltete. Seitdem geht das Amt immer vom Vater auf den Sohn über. Tradition im Haus Anubis ist Victors 10 Uhr-Ritual, mit dem er die Internatsbewohner ins Bett schickt und für Ruhe sorgt, indem er wünscht, eine Stecknadel fallen zu hören. Um halb 11 müssen dann spätestens alle Lichter aus sein. Victor ist hinter dem Schatz her und deswegen der größte Feind des Clubs der Alten Weide. Zudem ist er ein Großprior der Bruderschaft von Anubis. Direktor Hubert Altrichter, der Großmeister der Bruderschaft, ist ein Freund von ihm.
In der letzten Staffel hilft Victor dann sogar dem Club, indem er seinen Vater dem Ende aussetzt. Am Ende der Fernsehserie ist Victor in Reni verliebt.

### Rosie Schäfer
(Petra Marie Cammin) (2009 bis 2012/Episoden 1 bis 193 und 229 bis 364) 

Rosie ist die Haushälterin im Haus Anubis, ist nett und meint es sehr gut mit den Kindern. Sie kümmert sich um sie und übernimmt Aufgaben wie putzen, kochen und Wäsche waschen. Des Weiteren ist sie überzeugt von spirituellen Dingen, mit denen sie oft (unbewusst) in Kontakt kommt.

In der ersten Staffel wird sie für kurze Zeit von Victor entlassen, da sie mit im Keller gewesen ist, als der Club behauptet hat, Victor hätte eine Katze getötet, aber dann dank Kayas Vater wieder eingestellt.
In Staffel zwei wird sie beurlaubt, weil sie davon überzeugt ist, dass im Haus ein Geist sei. In Staffel drei suchen Mara, Magnus und Felix vergeblich einen Mann für sie. Doch später trifft Felix’ Onkel Ursli im Haus Anubis ein, den sie später heiratet. Nach der Hochzeit fährt sie zusammen mit ihrem Mann nach Griechenland und Reni übernimmt den Haushalt im Haus Anubis.

## Nebencharaktere

### Edith Martens
(Gerda Böken) (2009 bis 2012/Episoden 1 bis 234) 

Edith Martens ist die Großmutter von Nina. Sie lebt im Seniorenheim, wo auch Sarah wohnt. Dieses Seniorenheim heißt „Seniorenheim am Holunderweg“. Sie wird in der ersten Staffel oft von ihrer Enkelin besucht. In der zweiten Staffel muss sie ins Krankenhaus, wo sie aufgrund des Fluchs eine Weile im Koma liegt. Nachdem sie aus dem Koma erwacht ist, wird sie in der dritten Staffel noch manchmal erwähnt. Doch danach taucht sie nicht mehr auf.

### Rosie Schäfer
(Petra Marie Cammin) (2009 bis 2012/Episoden 1 bis 193 und 229 bis 364) 

Rosie ist die Haushälterin im Haus Anubis, ist nett und meint es sehr gut mit den Kindern. Sie kümmert sich um sie und übernimmt Aufgaben wie putzen, kochen und Wäsche waschen. Des Weiteren ist sie überzeugt von spirituellen Dingen, mit denen sie oft (unbewusst) in Kontakt kommt.

In der ersten Staffel wird sie für kurze Zeit von Victor entlassen, da sie mit im Keller gewesen ist, als der Club behauptet hat, Victor hätte eine Katze getötet, aber dann dank Kayas Vater wieder eingestellt.
In Staffel zwei wird sie beurlaubt, weil sie davon überzeugt ist, dass im Haus ein Geist sei. In Staffel drei suchen Mara, Magnus und Felix vergeblich einen Mann für sie. Doch später trifft Felix’ Onkel Ursli im Haus Anubis ein, den sie später heiratet. Nach der Hochzeit fährt sie zusammen mit ihrem Mann nach Griechenland und Reni übernimmt den Haushalt im Haus Anubis.

### Hubert Altrichter
(Ulrich Cyran) (2009 bis 2012/Episoden 1 bis 364) 

Hubert Altrichter ist der Schulleiter der Alexander-von-Humboldt-Schule, die die Bewohner des Internats Anubis besuchen. Er unterrichtete Physik und Chemie und verwendet des Öfteren lateinische Phrasen.
Der Ruf der Schule ist ihm sehr wichtig. Besonders am Herzen liegt ihm ein guter Eindruck der Schulrätin, die zu Veranstaltungen wie dem Musical oder der Schülersprecherwahl zu Besuch kommt. Hubert leitet in der ersten Staffel die geheime Bruderschaft von Anubis und verfolgt mit Victor das Ziel, vor dem Club der Alten Weide den heiligen Gral zu finden, um so die mächtigste Bruderschaft der Welt zu werden. Davon wissen allerdings die anderen Mitglieder der Bruderschaft nichts. In der zweiten Staffel stellt man fest, dass Hubert einen Sohn namens Max hat, der Luzys Freund wird. In der dritten Staffel heiratet Herr Altrichter dann seine Kollegin Frau Engel, die an der Schule Deutsch und Französisch unterrichtet.

### Max Ludwig
(Torben Bendig) (2010 bis 2011/Episoden 134 bis 234)
(Janis Witting) (2011 bis 2012/Episoden 235 bis 364)
Max Ludwig ist der Sohn von Schulleiter Hubert Altrichter, er benutzt jedoch den Nachnamen seiner Mutter, da er die familiäre Beziehung zum Schulleiter diskret halten möchte. Er interessiert sich für Technik, vor allem für Fotografie. Luzy empfindet ihn anfangs als unreif, doch dann entdeckt sie seine poetische und romantische Seite, und sie kommen zusammen. Im Serienfinale reisen die beiden mit Charlotte und Kaya in die USA. Anders als bei Felix, wird der plötzliche Darstellerwechsel in der Serie nie angesprochen oder erklärt.